# Steve Malonga
Pour les articles homonymes, voir Malonga.
Pas d'image ? Cliquez ici

a Compétitions nationales et continentales officielles uniquement.

b Matchs officiels uniquement.
Steve Malonga, né le 1er avril 1985, est un ancien joueur français de rugby à XV qui évoluait au poste de troisième ligne aile (1,92 m pour 96 kg).

## Biographie
Steve Malonga, né le 1er avril 1985 au Plessis-Trévise d’un père congolais et d’une mère roumaine. Formé au RC Massy, Malonga fait ses débuts en Top 14 avec l'équipe du Biarritz olympique contre le Stade français en octobre 2004. Laissé libre par le BO, il signe par la suite un contrat de deux ans avec le Castres olympique à partir de la saison 2008-2009. Il se blesse peu avant sa signature au SU Agen en 2012, club dont il ne portera jamais les couleurs après une rechute. Il est déclaré inapte à la pratique du rugby par la médecine du travail et doit mettre un terme à sa carrière en 2014.

## Clubs successifs
- RC Massy (Fédérale 1)
- 2004- 2008 Biarritz olympique
- 2008- 2012 Castres olympique
- 2012- 2014 SU Agen

## Palmarès

### En club
- Champion de France : 2005, 2006
- Finaliste Heineken Cup : 2006

### En sélection
- Équipe de France -21 ans : 
  - 2006 : Champion du monde
  - 5 sélections en 2005-2006
- Équipe de France -19 ans : 
  - 2004 : vice-champion du monde en Afrique du Sud, 4 sélections (Pays de Galles, Afrique du Sud, Angleterre, Nouvelle-Zélande)
  - 7 sélections en 2003-2004
- Équipe de France -18 ans : 2 sélections en 2003 (Écosse, Angleterre)